# Lyrics (Kayak)
Lyrics is een lied geschreven waarvan de tekst en muziek is geschreven door Ton Scherpenzeel. Het nummer behandelt de moeilijkheid van het schrijven van een liedtekst (lyrics) op muziek zonder te vervallen in rijmelarij.
Kayak had op 21 september 1972 zijn naam gekozen. Een eerdere naam Alta Quies nog met bassist Jean-Michel Marion was net gesneuveld. Naar aanleiding van een demo van Mammoth mocht Kayak Lyrics opnemen, wat hun debuutsingle zou worden. Plaats van handeling is in oktober 1972 de EMI Bovema Studio in Heemstede. Geluidstechnicus was Pierre Geoffrey Chateau; de mix werd verricht in de Chipping Norton Recording Studios door Dave Grinsted. De schrik sloeg Scherpenzeel nog om het hart, want vlak voordat deze opnamen begonnen, gaf Werner aan dat hij ermee wilde kappen. Hij had geen zin te zingen en tweede toetsenist te worden; hij was bestemd tot drummer. Hij liet zich overhalen om bij gebrek aan een echte zanger toch het nummer in te zingen. Scherpenzeel constateerde achteraf, dat Werner als zanger slachtoffer werd van zijn eigen succes. Kenmerk van het nummer zijn de paukenslagen.
De B-kant werd gevormd door Still try to write a book geschreven door Koopman, dat niet op het originele album verscheen. Het werd wel als bonustrack geperst op latere versies. 
De single wordt tot troetelschijf benoemd; het leidde niet direct tot succes. Scherpenzeel denkt dat het plaatje, waarvan de eerste persing mislukte, gehyped is. De plaatsen in de hitparades zouden niet terug te vinden zijn geweest in de verkoopcijfers.

## Musici
- Ton Scherpenzeel – piano, synthesizer, zang
- Pim Koopman – slagwerk , zang
- Max Werner – eerste zang, percussie
- Cees van Leeuwen – basgitaar, zang
- Johan Slager – gitaar, zang
- Giny Busch, Martin Koeman – viool
- Ernst Reijseger - cello

Bush, Koeman en Reijzeger waren leerlingen van het Muzieklyceum van Hilversum.
Een grote hit werd het niet; het haalde slechts de 20e plaats in de Nederlandse Top 40. De volgende single was Mammoth.

## Hitnotering
| "Lyrics" in de Nederlandse Top 40 binnen 14-04-1973 | "Lyrics" in de Nederlandse Top 40 binnen 14-04-1973 | "Lyrics" in de Nederlandse Top 40 binnen 14-04-1973 | "Lyrics" in de Nederlandse Top 40 binnen 14-04-1973 | "Lyrics" in de Nederlandse Top 40 binnen 14-04-1973 | "Lyrics" in de Nederlandse Top 40 binnen 14-04-1973 | "Lyrics" in de Nederlandse Top 40 binnen 14-04-1973 |
| Week                                                | 1                                                   | 2                                                   | 3                                                   | 4                                                   | 5                                                   |                                                     |
| --------------------------------------------------- | --------------------------------------------------- | --------------------------------------------------- | --------------------------------------------------- | --------------------------------------------------- | --------------------------------------------------- | --------------------------------------------------- |
| Nummer                                              | 29                                                  | 23                                                  | 20                                                  | 26                                                  | 36                                                  | uit                                                 |

| "Lyrics" in de Nederlandse Single Top 100 binnen: 14-04-1973 | "Lyrics" in de Nederlandse Single Top 100 binnen: 14-04-1973 | "Lyrics" in de Nederlandse Single Top 100 binnen: 14-04-1973 | "Lyrics" in de Nederlandse Single Top 100 binnen: 14-04-1973 | "Lyrics" in de Nederlandse Single Top 100 binnen: 14-04-1973 | "Lyrics" in de Nederlandse Single Top 100 binnen: 14-04-1973 |
| Week                                                         | 1                                                            | 2                                                            | 3                                                            | 4                                                            |                                                              |
| ------------------------------------------------------------ | ------------------------------------------------------------ | ------------------------------------------------------------ | ------------------------------------------------------------ | ------------------------------------------------------------ | ------------------------------------------------------------ |
| Nummer                                                       | 26                                                           | 23                                                           | 19                                                           | 24                                                           | uit                                                          |

### NPO Radio 2 Top 2000
| Nummer met noteringen in de NPO Radio 2 Top 2000 | '04  | '05 | '06  | '07-'10 | '11  | '12  |
| ------------------------------------------------ | ---- | --- | ---- | ------- | ---- | ---- |
| Lyrics                                           | 1803 | -   | 1904 | -       | 1785 | 1986 |

1. ↑  Een '-' betekent dat het nummer niet was genoteerd en een vetgedrukt getal geeft de hoogste notering aan.
2. ↑  2004 was het eerste jaar met een notering voor dit nummer.
3. ↑  Deze tabel is bijgewerkt tot en met de laatste editie (2024).